# فالينماتفيد
فالينماتفيد (بالإنجليزية: Walenmattweid)‏ هو أحد جبال سلسلة جورا ويقع في كانتون برن/كانتون سولوتورن في سويسرا. يحتل المرتبة رقم 431 في قائمة جبال سويسرا من حيث الارتفاع، إذ يبلغ ارتفاعه حوالي 1240 متر، بينما يبلغ ارتفاع نتوء الجبل 445 متر.